# 柯特派特森左輪手槍
柯特派特森左輪手槍（英語：Colt Paterson）是歷史上第一款商用連發的左輪手槍，由旋轉彈巢、多膛室與單一固定槍管組成。柯特派特森左輪手槍由塞繆爾·柯特設計，在1836年2月25日於美國、英國和法國獲得專利，並讓柯特在1850年代之前一直壟斷左輪手槍的製造。在1837年至1841年間，這款左輪手槍由塞繆爾·柯特於紐澤西州派特森的專利武器製造公司生產，並以製造廠所在的城市命名，總共生產約3,200支至1,850支左輪手槍。同時間，專利武器製造公司還生產步槍、霰彈槍等武器。
這款左輪手槍擁有5發子彈，其口徑最初採用0.28英吋生產，一年後又生產了0.36英吋的型號。按照最初的設計，這款左輪手槍並不包含裝彈桿，使用者必須部分拆卸左輪手槍才能重新裝填。不過從1839年開始，塞繆爾·柯特在其左輪手槍設計中加入裝彈桿和封蓋窗口，因此無需拆卸即可重新裝填。這種裝彈桿和封蓋窗口的設計更改，同樣被絕大多數在1836年至1839年生產的柯特派特森左輪手槍採納。

## 外部連結
- 美國專利第X9,430I1号, Colt's patent from 1836 for the design of the Paterson.
- The Colt Revolver in the American West—The Patent Arms Manufacturing Company
- Colt Paterson Reference 的存檔，存档日期2013-06-20., Web site for past Colt Paterson guns sold at auction. Photos, descriptions and price estimates.
- Texas Paterson Reference （页面存档备份，存于）, Web site for past Texas Paterson guns sold at auction. Photos, descriptions and price estimates.